# دم‌بادبزنی دم‌دراز
دم‌بادبزنی دم‌دراز (نام علمی: Rhipidura opistherythra) نام یک گونه از سرده دم‌بادبزنی است.